# Synemosyninae
Synemosyninae è una Sottofamiglia di ragni appartenente alla Famiglia Salticidae dell'Ordine Araneae della Classe Arachnida.

## Distribuzione
Le quattro tribù oggi note di questa sottofamiglia sono diffuse in Oceania e nell'intera America.

## Tassonomia
A maggio 2010, gli aracnologi sono concordi nel suddividerla in quattro tribù:
- Sarindini (4 generi)
- Sobasini (3 generi)
- Synemosynini (2 generi)
- Zunigini (3 generi)